# کاتلین لونگ
کاتلین لونگ (به انگلیسی: Kathleen Luong) (زاده ۱۳ نوامبر ۱۹۷۴ – درگذشته ۲۸ اکتبر ۲۰۲۰) بازیگر ویتنامی-آمریکایی بود.
از فیلم‌های معروف او می‌توان به بازی در فیلم اژدهای سبز اشاره کرد.